# Манучар I Дадіані
Манучар (Мамука) I Дадіані (груз. მანუჩარ I დადიანი; д/н — 1611) — мтаварі Мегрелії у 1590—1611 роках.

## Життєпис
Стосовно батьків існують дискусії: за однією версією був молодшим сином Левана I, а за іншою — Мамії IV (посилання на напис в Цаленджиському соборі). 1590 року спадкував владу.
Перед тим його попередник Мамія IV готувався до протистояння з Симоном I, царем Картлії, що зайняв Імеретію. Манучар I запропонував компроміс, відпорвідно до якого колишній імеретинський цар Ростом повертався на трон в Кутаїсі, але визнавав зверхність Симона I. Але останній відкинув цю пропозицію. Тому військові дії поновилися. У вирішальній битві біля Опшквіті Дадіані розгромив армію картлійського царя. Симон I з рештками військ відступив до Картлі. Манучар I захопив багату здобич і гармати. Дадіані привів Ростома до Кутаїсі й повторно посадив на престол.
В наступні роки забезпечив мирні відносини між усіма правителямив Західній Грузії. Також сприяв не втручанню у війну Османської імперії й Персії, що почалася 1603 року. Така політика сприяла відродження господарства й торгівлі.
Загинув Манучар I 1611 року на полюванні, переслідучи черед оленів. Йому спадкував старший син Леван II.

## Родина
1. Дружина — Нестан-Дареджан, доньки Олександра II, цая Кахеті
Діти: 
- Леван (1591—1657), мтаварі Мегрелії

2. Дружина — Тамар, донька Кайхосро II Джакелі, атабека Самцхе
Діти:
- донька, черниця Мартвільского монастиря
- Ісей, мав сина Шамадавле
- Маріам (1599/1609—1682), дружина: 1) Симона I, мтаварі Гурії; 2) Ростома, царя Картлі; 3) Вахтанга V, царя Картлі
- донька, наложниця Сефі I, шаха Персії